# 图利尼
图利尼（法語：Touligny，法語發音：[tuliɲi]）是法国阿登省的一个市镇，属于沙勒维尔-梅济耶尔区。

## 地理
图利尼（49°40'13"N, 4°36'58"E）面积7.28 平方千米，位于法国大東部大區阿登省，该省份为法国北部内陆省份，西接埃纳省，南至马恩省，东临默兹省，北与比利时接壤。
与图利尼接壤的市镇（或旧市镇、城区）包括：巴尔拜斯、格吕耶尔、旺斯河畔吉尼库尔、旺斯河畔蒙蒂尼、普瓦-泰龙、赖伊库尔、伊韦尔诺蒙。

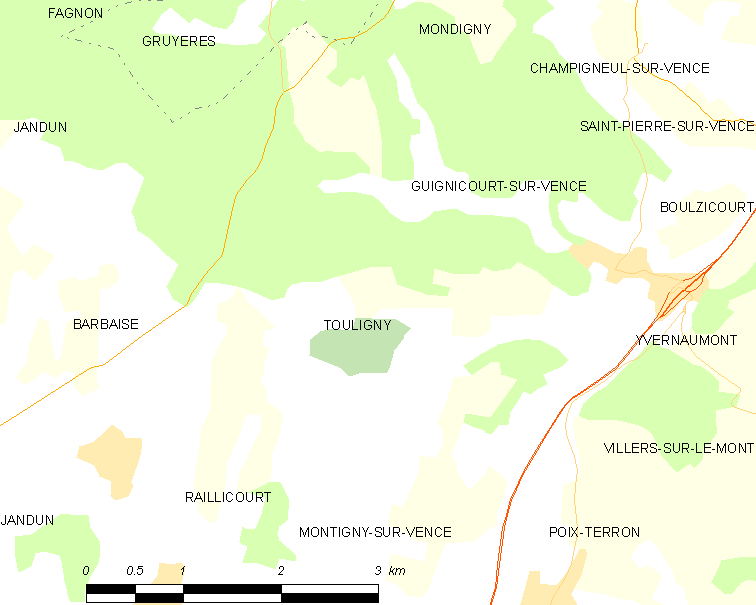
图利尼的OSM定位图

图利尼的时区为UTC+01:00、UTC+02:00（夏令时）。

## 行政
图利尼的邮政编码为08430，INSEE市镇编码为08454。

## 政治
图利尼所属的省级选区为默兹河畔努维永县。

## 人口

1962-2008年间图利尼人口变化图示

图利尼于2022年1月1日时的人口数量为82人。